# 남산동 (대구)
남산동(南山洞)은 대한민국 대구광역시 중구의 법정동이다.
본래는 남구에 있었다가, 1980년에 대봉동 북부 지역과 함께 중구로 편입되어 현재에 이르고 있다.
또한 산하의 4개 법정동으로는 대구 도시철도의 전 노선이 통과한다.
중구 관내에서는 대봉동과 더불어 주거지역이 상대적으로 많은 동이다.

## 개요
남산1동은 명덕역과 반월당역이 있는 교통의 요충지로서 유림의 본당인 대구향교와 유능한 여성인재 양성의 산실인 경북여자고등학교, 전통 재래시장인 남문시장과 자동차부속골목, 악기골목 등이 자리잡고 있는 사회, 문화, 경제의 중심지이다.
남산2동은 중구의 중심인 반월당을 인접하고 있으며 대구 도시철도 1호선, 2호선, 3호선이 모두 통과하고 교통의 중심지로서 대구의 중심상권이 이동하는 발전 가능성이 매우 높은 지역이며, 300여개의 인쇄소가 집중되어 있어 대구·경북 인쇄사업의 메카로 자리 잡고 있으며 다소 지연되고 있으나 동 대부분 재건축·재개발 지역으로 새롭게 변화하는 중심에 있는 지역으로 상권과 주거 밀집 지역으로 발전을 도모하고 있다.
남산3동은 천주교 대구교구청, 성바오르 수녀원, 희락심인당, SGI 남산문화회관 등 각종 종교시설이 밀집되어 있고, 성모당, 살트르 성 바오르 수녀원 성당, 성 유스티노 신학교, 살트르 성바오르 수녀원 코미넷관 등 문화재가 위치하고 있으며, 동편은 대구의 명물거리인 남산자동차골목, 남산인쇄골목으로 이루어진 지역이며, 남산 극동스타클래스 아파트 건설공사 2014년 상반기 완공예정, 대구 도시철도 3호선 개통으로 활력이 넘치는 지역으로 탈바꿈할 것을 기대하고 있다.
남산4동은 명덕로·큰장길을 경계로 남구, 달서구와 인접하고 있으며, 공동주택과 단독주택이 혼재한 주거밀집지역이며, 재개발 및 재건축사업이 진행 중인 개발 예정지역이다.

## 유래
이 지역은 대구부 서상면에 속했는데 그 위치가 남산 밑이 되므로 남산이라 하였다. 1914년에 ‘남산정’이 되었고 1947년에 남산동으로 고쳤다. 1945년 해방전 남산동에는 달성 서씨들의 소유인 논, 밭이 대부분이고 현재 동사무소 우측에 시립 화장장과 그 주변에 공동묘지가 있었다. 해방 후 남산4동사무소 동편에 원각사라는 절이 건립되어 있었고, 원각사 주변에 토기와 기와굴이 여섯군데나 설치되어 있어서 시내 목조와가 건축에 큰 몫을 담당하였다 한다. 또 유기 가내공업도 이곳을 중심으로 성행했다 한다. 1. 4후퇴시 이북 피난민 250세대가 이곳에 머물렀는데 지붕은 천막으로 덮고, 둘레 벽은 나무를 세웠으며 시에서 가마니 500장으로 비바람을 막고, 구호양곡을 받아 겨우 생활을 유지하다가 불행하게도 화재를 당하여 구 영남중고등학교(현 보성황실타운) 교실에 집단 수용되기도 하였다.
- 1911년 ∼ 1947년 대구부 남산정
- 1947년 4월 1일 대구부 남산동
- 1953년 4월 1일 대구시 남부출장소 남산구동
- 1963년 1월 1일 대구시 중구 남산동
- 1975년 10월 1일 구계 변경, 남산1동 일부 편입, 중구 남산2동
- 1980년 4월 1일 남구에서 중구로 편입
- 1980년 10월 1일 대구시 중구 남산1동, 2동, 3동, 남산동에서 일부 편입과 동시 중구 남산4동으로 개칭
- 1981년 7월 1일 대구직할시 중구 남산1동~4동
- 1995년 1월 1일 광역시 개칭으로 대구광역시 중구 남산1동~4동
- 1998년 1월 1일 대신1.2동을 대신동으로 통합

## 교육
- 대구남산초등학교
- 대구명덕초등학교
- 경구중학교
- 경북여자고등학교
- 경북공업고등학교

## 언론
- 대구원음방송

## 주거

### 아파트
| 단지명                 | 건설사                    | 시행사                             | 주소                 | 입주        | 비고                                 |
| ---------------------- | ------------------------- | ---------------------------------- | -------------------- | ----------- | ------------------------------------ |
| e편한세상 남산         | ㈜삼호                    |                                    |                      | 2020년 5월  |                                      |
| 롯데캐슬 센트럴스카이  | 롯데건설                  |                                    |                      | 2021년 9월  |                                      |
| 반월당역 서한 포레스트 | ㈜서한                    | 반월당 지역주택조합                | 중구 중앙대로67길 11 | 2022년 12월 |                                      |
| 남산 자이하늘채        | 지에스건설㈜ 코오롱글로벌 | 남산4-4지구 주택재개발정비사업조합 | 중구 명덕로 33       | 2022년 3월  | 남산4-4지구 재개발                   |
| 청라 힐스자이          | 지에스건설㈜              | 남산4-5지구 주택재건축정비사업조합 | 중구 남산로 73       | 2023년 2월  | 남산4-5지구 재건축                   |
| 보성 송림맨션          | ㈜보성                    | ㈜보성                             |                      | 1992년 12월 |                                      |
| 보성 황실타운          | ㈜보성주택                | ㈜보성주택                         |                      | 1993년 3월  |                                      |
| 남산 그린타운          | 보선건설㈜ 효동종합건설㈜ | 대구도시개발공사                   |                      | 2005년 4월  |                                      |
| 남산휴먼시아 1단지     | ㈜경일건설                | 대한주택공사                       |                      | 2008년 10월 | 국민임대                             |
| 청라 센트럴파크        | ㈜신일                    | 대한주택공사                       |                      | 2008년 10월 | '남산휴먼시아 2단지'에서 단지명 변경 |